# Tenryū Hamanako Tetsudō
Die Tenryū Hamanako Tetsudō (jap. 天竜浜名湖鉄道株式会社, Tenryū Hamanako Tetsudō Kabushiki-gaisha, engl. Tenryū Hamanako Railroad Co., Ltd.), kurz Tenhama (天浜) genannt, ist eine japanische Bahngesellschaft. Das Unternehmen mit Sitz in Hamamatsu betreibt eine Bahnlinie in der Präfektur Shizuoka.

## Unternehmen
Das Unternehmen betreibt die Tenryū-Hamanako-Linie, eine 67,7 km lange Bahnstrecke von Kakegawa über Tenryū-Futamata nach Shinjohara. Sie erschließt die nördlichen Stadtbezirke von Hamamatsu; benannt ist sie nach dem Fluss Tenryū und dem Hamana-See. Als so genannte „Bahngesellschaft des dritten Sektors“ ist die Tenryū Hamanako Tetsudō eine Kooperation zwischen der öffentlichen Hand und privaten Investoren. Hauptaktionäre sind die Präfektur Shizuoka (39,7 %) sowie die Städte Hamamatsu (19,5 %), Kakegawa (7,6 %) und Kosai (5,2 %).

## Geschichte
Im Juni 1984 veröffentlichte das Verkehrsministerium einen Sanierungsplan für die hoch verschuldete Japanische Staatsbahn. Unter anderem sah er vor, die im Jahr 1940 fertiggestellte Futamata-Linie (二俣線, Futamata-sen) von Kakegawa nach Shinjohara mittelfristig aufgrund ungenügender Rentabilität stillzulegen. In der betroffenen Region regte sich Widerstand gegen diese Maßnahme. Unter der Federführung der Präfektur Shizuoka und der Stadt Hamamatsu erfolgte am 18. August 1986 die Gründung der Tenryū Hamanako Tetsudō. Diese übernahm am 15. März 1987, zwei Wochen vor der Staatsbahnprivatisierung, die Bahnstrecke und benannte sie in Tenryū-Hamanako-Linie um.
2003 übernahm die Tenryū Hamanako Tetsudō eine seit 1948 bestehende Rapid-River-Anlage für Bootsfahrten auf dem Tenryū. Ein schwerer Unfall am 17. August 2011 forderte fünf Tote, woraufhin der Betrieb dauerhaft eingestellt werden musste. Eine zwingend notwendige Modernisierung der Anlage hätte das Budget der Bahngesellschaft zu sehr belastet und auch Privatunternehmen zeigten kein Interesse.